# Vejrup Sogn
Vejrup Sogn er et sogn i Ribe Domprovsti (Ribe Stift).
I 1800-tallet var Vejrup Sogn anneks til Gørding Sogn. Begge sogne hørte til Gørding Herred i Ribe Amt. Gørding-Vejrup sognekommune blev i 1909 delt, så hvert sogn var en selvstændig sognekommune. Ved kommunalreformen i 1970 blev både Gørding og Vejrup indlemmet i Bramming Kommune, der ved strukturreformen i 2007 indgik i Esbjerg Kommune.
I Vejrup Sogn ligger Vejrup Kirke.
I sognet findes følgende autoriserede stednavne:
- Bjerregård (bebyggelse)
- Bjøvlund Plantage (areal)
- Bækmark (bebyggelse)
- Endrup (bebyggelse)
- Eskildborg (bebyggelse)
- Grisbæk (bebyggelse, ejerlav)
- Lykkesgård Mark (bebyggelse)
- Nørre Vejrup (bebyggelse, ejerlav)
- Rebelsig (bebyggelse, ejerlav)
- Sønder Vejrup (bebyggelse, ejerlav)
- Vester Vejrup (bebyggelse)
- Vibæk (bebyggelse, ejerlav)